# دارن تیل
دارن تیل (انگلیسی: Darren Till؛ زادهٔ ۲۴ دسامبر ۱۹۹۲) ورزشکار هنرهای رزمی ترکیبی اهل انگلستان است. وی از سال ۲۰۱۳ میلادی تاکنون مشغول فعالیت بوده است.
تیل یک رزمی‌کار حرفه‌ای ترکیبی انگلیسی، مبارز سابق موی تای و بوکسور حرفه‌ای است. تیل که در لیورپول متولد شده است، تمرینات موی تای خود را از ۱۲ سالگی آغاز کرد و سه سال بعد، قبل از انتقال به ام‌ام‌ای، حرفه‌ای شد. او در مسابقات قهرمانی مبارزه نهایی (سازمان یواف‌سی) شرکت کرد، جایی که در هر دو بخش سبک‌وزن و میان وزن مبارزه کرد و در سپتامبر ۲۰۱۸ برای قهرمانی سبک‌وزن یواف‌سی به رقابت پرداخت. او اولین حضور خود در بوکس را در ژانویه ۲۰۲۵ انجام داد.